# Буха (породица)
Буха је српско породично презиме поријеклом из Херцеговине. У историјским документима Породица Буха се први пута јавља 1211. године. Породица Буха је дала неколико значајних презимена и личности током своје историје. Од Буха су настали: Мандићи из околине Калиновика, Андрићи са Пијесака код Мостара и Грђићи. Међу Бухама се највише истичу Бошко Буха, народни херој и учесник у Другом свјетском рату и Трифко Буха, један од вођа Невесињске пушке. Осим њих треба поменути и Алексу Буху (министар у Републици Српској 90-их), Аљошу Буху (некадашњи члан музичке групе Црвена јабука), Василија Буху (учесник Народноослободилачке борбе), Бошка Буху (генерал-мајор МУП-а Србије) и Љубишу Буху (бивши вођа расформираног сурчинског клана и заштићени сведок). Породица Буха је дала  21 солунског добровољца али и друге бројне родољубе. 
Породица вуче поријекло из села Домрке у херцеговачкој општини Гацко. Породица се у Херцеговини налази od 1211.год. По народној легенди ново презиме им је додијелио сам Свети Сава. Све ово говори да је то једна од 5 најстаријих, још увијек активних  српских породица u Херцеговини о којој постоје и историјски записи из веома раног периода (у архивима Будимпеште,Дубровника, Трогира, Задра итд.). Данас је породица распрострањена широм свијета а главнина је и даље у Херцеговини у општинама Невесиње и Гацко. Породица се од 1985 год. сваке пете године окупља у Селу Домрке. 